# (6543) Senna
(6543) Senna es un asteroide que forma parte del Cinturón de asteroides, descubierto el 11 de octubre de 1985 por Carolyn Shoemaker y por su esposo que también era astrónomo Eugene Shoemaker desde el Observatorio del Monte Palomar, Estados Unidos.

## Designación y nombre
Designado provisionalmente como 1985 TP3. Nombrado en memoria de Ayrton Senna Da Silva (1960-1994), piloto de carreras brasileño. Uno de los mejores pilotos de carreras de todos los tiempos, compitió en la máxima categoría del deporte del motor, la Fórmula Uno. Entre los puntos destacados de su carrera en esta máxima categoría se incluyen 65 pole positions, 19 vueltas rápidas, 41 victorias y tres campeonatos. Murió trágicamente mientras competía en su carrera número 161.

## Características orbitales
Senna está situado a una distancia media del Sol de 2,276 ua, pudiendo alejarse hasta 2,762 ua y acercarse hasta 1,789 ua. Su excentricidad es 0,214 y la inclinación orbital 4,175 grados. Emplea 1253,84 días en completar una órbita alrededor del Sol.

## Características físicas
La magnitud absoluta de Senna es 14,54. Tiene 3,390 km de diámetro y su albedo se estima en 0,337.